# Куцаєв Юрій Іванович
Юрій Іванович Куцаєв (1926 — ?) — український радянський діяч, 1-й заступник голови виконавчого комітету Харківської обласної ради народних депутатів. Депутат Верховної Ради УРСР 10-го скликання.

## Біографія
З 1941 року — робітник Джезказганського рудоуправління Казахської РСР.
Член ВКП(б) з 1950 року.
Освіта вища. Закінчив Харківський автодорожній інститут.
У 1951 році — майстер, виконувач обов'язки начальника ремонтних майстерень автобази «Союзторгтранс» в місті Харкові.
У 1951—1953 роках — інструктор Червонозаводського районного комітету КП(б)У міста Харкова.
У 1953—1955 роках — головний інженер Харківського авторемонтного заводу.
У 1955—1967 роках — завідувач промислово-транспортного відділу Червонозаводського районного комітету КПУ міста Харкова; інструктор, заступник завідувача відділу машинобудування Харківського обласного комітету КПУ.
У 1967—1973 роках — завідувач відділу машинобудування і хімічної промисловості Харківського обласного комітету КПУ.
У червні 1973 — березні 1985 року — 1-й заступник голови виконавчого комітету Харківської обласної ради народних депутатів.

## Нагороди
- ордени
- медалі